# معادلة برنولي التفاضلية
في الرياضيات، معادلة برنولي التفاضلية هي معادلة تفاضلية عادية من الشكل:
{\displaystyle y'+p(x)y=q(x)y^{n}\!}
وتحل باستخدام الخطوات التالية: نقسم طرفي المعادلة على {\displaystyle y^{n}} فتصبح المعادلة من الشكل
{\displaystyle {\frac {y'}{y^{n}}}+{\frac {p(x)}{y^{n-1}}}=q(x)}
نقوم بعملية استبدال متغيرات بحيث نحصل على معادلة تفاضلية خطية من الدرجة الأولى
{\displaystyle w={\frac {1}{y^{n-1}}}\!}
{\displaystyle w'={\frac {1-n}{y^{n}}}y'\!}
{\displaystyle {\frac {w'}{n-1}}+p(x)w=q(x)\!}
حيث يمكن حل هذه المعادلة باستعمال معامل تكامل من الشكل:
{\displaystyle M(x)=\exp[(n-1)\int p(x)dx]\!}
تمت مناقشة المعادلة لأول مرة في عام 1695 من قبل ياكوب برنولي، الذي سميت على اسمه. ومع ذلك، تم تقديم الحل الأول من قبل غوتفريد لايبنتس، الذي نشر نتائجه في نفس العام وطريقته التي لا تزال تستخدم حتى اليوم.